# 博胡斯拉夫·索博特卡
博胡斯拉夫·索博特卡（捷克語：Bohuslav Sobotka，1971年10月23日—），捷克政治家，2011年起担任社会民主党（ČSSD）主席。2014年1月17日被总统米洛什·泽曼提名为总理，1月29日他的内阁正式就职。他在1996年第一次当选为众议院议员，从2002年到2006年担任捷克共和国的财政部长，索博特卡在2003年到2004年和2005年到2006年两次兼任副总理。 
2010年5月捷克立法选举之后社会民主党主席伊日·帕劳贝克辞职，他接任临时领导人，斯坦尼斯拉夫·格罗斯在2006年辞职后他再次担任临时主席。2011年3月18日，索博特卡正式当选党主席。
索博特卡的内阁由社会民主党、ANO 2011和基督教民主联盟－捷克斯洛伐克人民党联合组成。